# Hydropsyche wamba
Hydropsyche wamba är en nattsländeart som beskrevs av Martin E. Mosely 1939. Hydropsyche wamba ingår i släktet Hydropsyche och familjen ryssjenattsländor. Artens utbredningsområde är Afrika. Inga underarter finns listade i Catalogue of Life.